# Tomohiro Hasumi
Tomohiro Hasumi (jap. 蓮見 知弘, Hasumi Tomohiro; * 6. Juni 1972 in der Präfektur Tokio) ist ein ehemaliger japanischer Fußballspieler.

## Karriere
Hasumi erlernte das Fußballspielen in der Jugendmannschaft von Yomiuri. Seinen ersten Vertrag unterschrieb er 1991 bei den Yomiuri. Der Verein spielte in der höchsten Liga des Landes, der Japan Soccer League. Mit Gründung der Profiliga J.League 1992 und der damit verbundenen Neuorganisation des japanischen Fußballs wurde der Yomiuri zu Verdy Kawasaki. 1996 wechselte er zum Zweitligisten Fujitsu. Für den Verein absolvierte er 26 Spiele. 1997 wechselte er zum Ligakonkurrenten Tokyo Gas. Für den Verein absolvierte er 52 Spiele. 1999 wechselte er zum Ligakonkurrenten Vegalta Sendai. 2001 wurde er mit dem Verein Vizemeister der J2 League. Für den Verein absolvierte er 80 Spiele. Ende 2001 beendete er seine Karriere als Fußballspieler.

## Erfolge
Yomiuri/Verdy Kawasaki
- Japan Soccer League

Meister: 1991/92
- J1 League

Meister: 1993, 1994
Vizemeister: 1995
- JSL Cup

Sieger: 1991
- J.League Cup

Sieger: 1992, 1993, 1994
- Kaiserpokal

Finalist: 1991, 1992